# Kelly Mazzante
Kelly Anne Mazzante (Williamsport, 2 febbraio 1982) è un'ex cestista statunitense, professionista nella WNBA.

## Carriera
È stata selezionata dalle Charlotte Sting al secondo giro del Draft WNBA 2004 (18ª scelta assoluta).
Giunge a Pozzuoli nel gennaio 2011, conclude la sua esperienza in Campania a fine 2012, dopo essere rimasta in America senza dare spiegazioni.

## Palmarès
- 2 volte campionessa WNBA (2007, 2009)